# Jeanne de Jussie
Pour les articles homonymes, voir Jussie.
Œuvres principales
- Petite Chronique ou Histoire mémorable du commencement de l'hérésie à Genève ou Le levain du calvinisme

Jeanne de Jussie (ou de Jussy), née en 1503 à Jussy (aujourd'hui canton de Genève, alors dépendant de l'évêché de Genève) et morte le 7 novembre 1561 à Annecy (alors duché de Savoie), est une chroniqueuse et religieuse de l'ordre des clarisses où elle a la fonction d'« écrivain ». Elle est connue pour sa chronique, du point de vue catholique et partisan de la Savoie, des événements qui entourent le passage de Genève à la Réforme.

## Biographie

### Genevoise
Jeanne est de famille de petite noblesse, fille de Louis et de Jeanne, de la châtellenie de Jussy ou « Jussy-l'Évêque », territoire dépendant de l'évêque de Genève. Elle suit l'école des filles à Genève.
Jeanne de Jussie a été éduquée à Genève, puis elle a vécu 14 ans au couvent en contact avec la vie quotidienne de la ville par l'intermédiaire du parloir. Le couvent des clarisses était aussi en étroite relation avec la Savoie, ayant été fondé en 1474 à l'initiative de la duchesse Yolande, régente de Savoie (et sœur du roi de France Louis XI). Jeanne vit après la Réforme durant 26 ans à Annecy, ce qui fait d'elle aussi une Savoyarde.

### Religieuse
Jeanne de Jussie entre au couvent des clarisses de Genève en 1521, et fait profession de foi en 1522 à l'âge de dix-huit ans. Le couvent Sainte-Claire était l'unique couvent de femmes de la ville, il se trouvait au Bourg-de-Four (à l'emplacement de l'actuel Palais de justice). Les règles étaient sévères : les 24 moniales devaient vivre dans la pauvreté, la chasteté, l'obéissance et une stricte clôture.
Jeanne de Jussie devient secrétaire ou « écrivain » du couvent en 1530. Elle appelle « hérétiques » ou « infidèles » les réformés qui tentent de convertir les sœurs (une seule acceptera de renier sa foi), et les soldats qui pénètrent dans le couvent pour y détruire les images et symboles du catholicisme. En août 1535, les autorités autorisent les moniales à quitter la ville. Elles partent à pied, accompagnées jusqu'au Pont d'Arve, et mettent quelques jours à atteindre Annecy où le duc et la duchesse de Savoie les accueillent et leur mettent à disposition des bâtiments.
Jeanne de Jussie devient la septième abbesse de la communauté en 1548, charge qu'elle exerce jusqu'à sa mort en 1561.

### Chroniqueuse
Jeanne de Jussie écrit, probablement entre 1535 et 1546, une Petite Chronique des événements dramatiques qui se sont déroulés à Genève dès 1526, et en particulier le départ des sœurs clarisses en 1535. Selon Albert Rilliet (1866), son texte « était uniquement destiné à entretenir chez ses sœurs la mémoire de cette époque », et elle lui aurait donné le titre Histoire mémorable du commencement de l'hérésie à Genève. Selon Liliane Mottu-Weber (2005), « on pense que c'est à la demande de ses nouveaux protecteurs qu'elle rédigea une chronique de ce qui c'était passé à Genève ».
Dans une première partie, recueil de notes prises entre 1526 et 1535, Jeanne de Jussie relate les événements se passant à Genève, et d'autres informations lui parvenant. Elle mentionne par exemple le traité d'assistance mutuelle de 1526 signé par Genève, Berne et Fribourg, et en 1544 l'expulsion des clarisses du couvent d'Orbe dans le canton de Vaud.
La seconde moitié de l'ouvrage concerne la période de juillet à septembre 1535, la fuite des sœurs et leur installation définitive à Annecy, c'est un témoignage direct du vécu de Jeanne de Jussie. Pour Rilliet, elle n'écrit pas un « pamphlet », mais une « lamentation », elle raconte son indignation face aux émeutes, à la violence, aux destructions et profanations.
Le succès de la Petite chronique est lié à ses deux qualités principales : littéraire et historique.
Le style est « vif et élégant ». Pour Anne Noschis, « Jeanne est à l'aise dans l'épique grand style, le merveilleux chrétien, la truculence du fabliau populaire, le lyrisme sentimental, le tragique macabre ». Le récit est un témoin du français régional suisse-romand écrit à Genève au temps de la Réforme. Voici un exemple où Jeanne reprend les mots d'une religieuse face à des réformés et un conseiller de Berne accompagnés de soldats (édition de 1865) :

« [...] mais la mère Vicaire, estant la premiere, se va dresser droite sur ses pieds & va dire de grand courage, Messieurs, de toucher à nos personnes, advisez bien que vous ferez : car je vous dis que s'il y a homme qui m'approche pour me faire violence, je demeureray en la place ou luy [...]. »

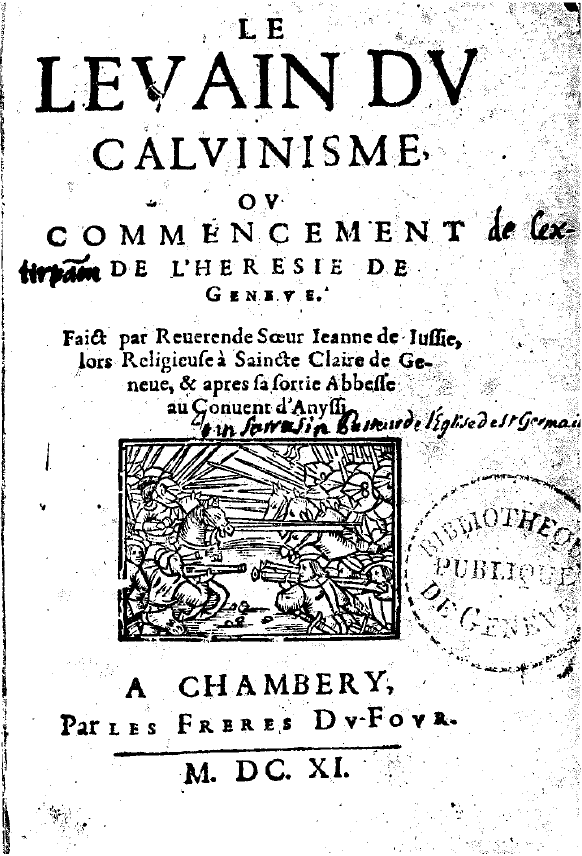
Le levain du calvinisme..., première édition, 1611.

Le texte est reconnu comme précis du point de vue historique. Il est complémentaire des chroniques des réformateurs Antoine Froment et Marie Dentière. Extrait décrivant les sœurs faisant route vers Saint-Julien (édition de 1611) :

« C'était chose piteuse de voir cette saincte compagnie en tel estat, tant affligée de douleur, & de travail, que plusieurs defailloient & se pasmoient par le chemin, & avec ce qu'il faisoit un temps pluvieux, & le chemin fangeux, & n'en pouvoient sortir, car toutes estoient de pied, hors mis quatre pauvres malades, qui estoient sur le charriot. Il y avoit six pauvres anciennes qui avaient demeuré plus de seze ans en la religion, & les deux passé soixante six ans sans avoir jamais rien vu du monde, qui se evanouissoient coup à coup, & ne pouvoient [sup]porter la force de l'air, & quand elles voyoient quelque bestail es champs cuidoient [pensaient] des vaches que fussent ours, et des brebis lanües que fussent loups ravissans. »

L'original de la Petite Chronique est conservé aujourd'hui au département des manuscrits de la Bibliothèque de Genève.

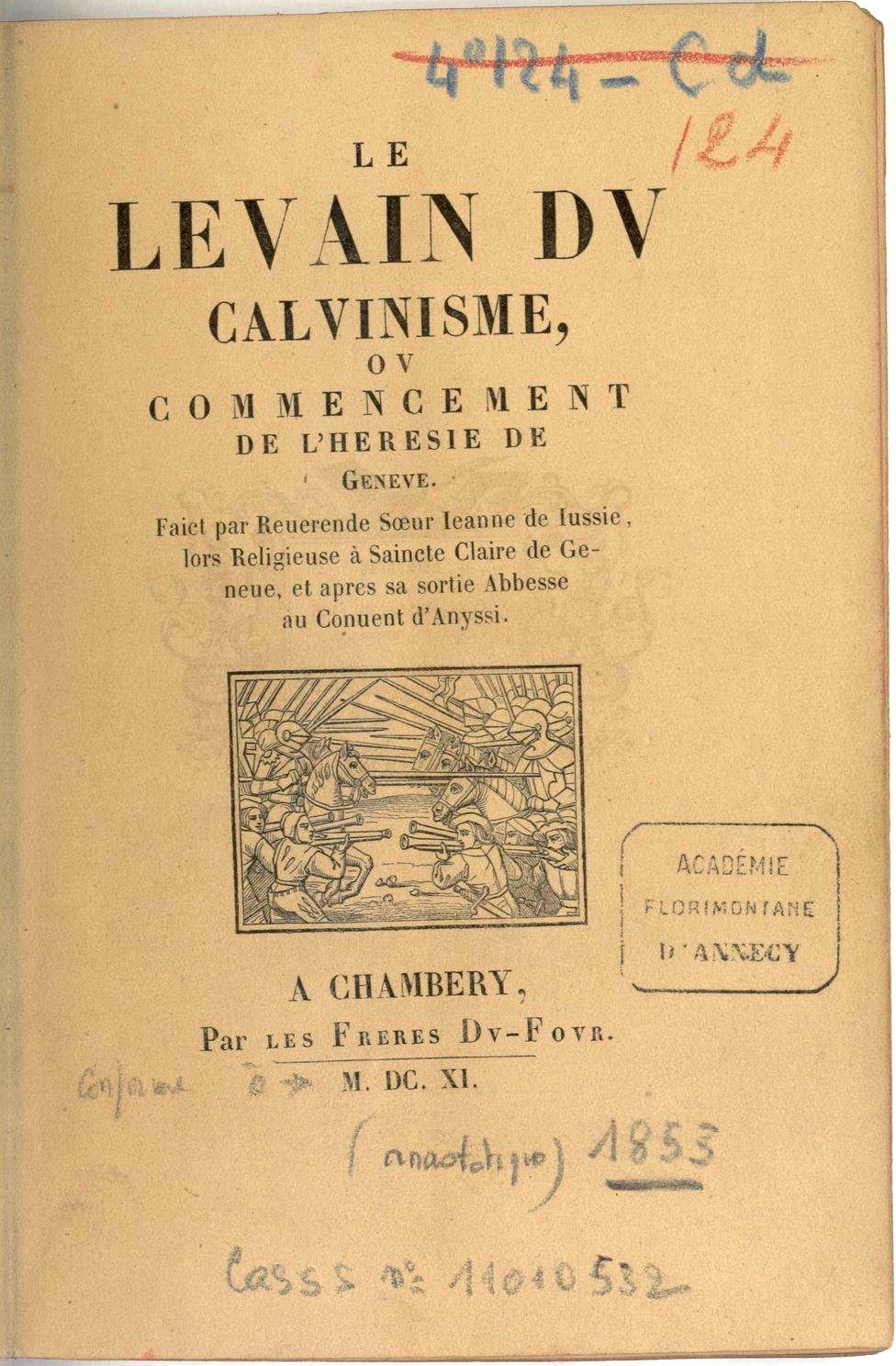
Le levain du calvinisme..., édition de 1853.

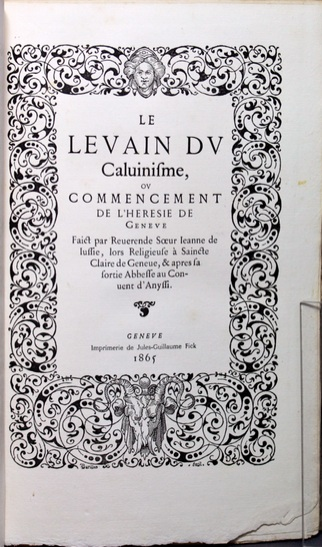
Le levain du calvinisme..., édition de 1865.

## Publications
Son témoignage a été remanié sur la forme et sur le fond et publié pour la première fois en 1611. Par la suite il est repris et publié sous divers titres, réimprimé, réédité et traduit en plusieurs langues.
Albert Rilliet affirme en 1866 l'existence de cinq éditions du « livre de Jeanne de Jussie », il précise que le titre Levain du calvinisme reflète l'intention du premier éditeur de « contribuer à la polémique religieuse, engagée dans les premières années du XVIIe siècle entre les défenseurs de l'Église romaine et les partisans de la Réforme ». Il ajoute que cette publication intervient peu après la mort de Henri IV le 14 mai 1610, dans un contexte politique qui incita le duc de Savoie Charles-Emmanuel à envisager d'attaquer une nouvelle fois Genève. L'édition de 1649 a été adaptée pour les lecteurs du XVIIe siècle. L'édition de 1682 reprend la forme primitive en modernisant simplement l'orthographe, et omet quelques passages.
Jules Vuy fait remarquer que les éditions du XVIIe siècle sont le fait d'éditeur savoyards et catholiques, alors que les deux rééditions du XIXe siècle viennent de la Genève protestante.
Éditions du XVIIe siècle
- Jeanne de Jussie, Le levain du calvinisme ou commencement de l'herésie de Geneve, Chambéry, Frères Du-Four, 1611, 223 p. (lire en ligne)

- Jeanne de Jussy, Histoire veritable de tout ce qui est passé dés le commencement de l'heresie de Geneve : ensembles la sortie des prestes, moynes, religieux et religieuses, Chambéry, Frères Du-Four imprimeurs et libraires de S.A.R., 1649, 219 p.

- Jeanne de Jussie, Relation de l'apostasie de Genève, Paris, René Guinard, 1682 (lire en ligne)

Rééditions
- Révérende sœur Jeanne de Jussie et Gustave Revillod (introduction), Le levain du Calvinisme ou commencement de l'hérésie de Genève, Genève, Jules-Guillaume Fick, 1853, 14+223+XVIII (lire en ligne)

- Révérende sœur Jeanne de Jussie ; Ad.-C. Grivel, Le levain du Calvinisme, ou commencement de l'hérésie de Genève. Suivi de notes justificatives & d'une notice sur l'Ordre religieux de Sainte-Claire & sur la communauté des Clarisses de Genève, Genève, Chez les Frères Julien, Imprimerie Jules-Guillaume Fick, 1865

Éditions modernes commentées
- Anne Noschis, Jeanne de Jussie ou comment résister aux réformateurs, Genève, Slatkine, 2014, 336 p. (ISBN 978-2-8321-0624-2)Traduction en français moderne[13],[14]
- (en) Jeanne de Jussie, Carrie F. Klaus (trad. Carrie F. Klaus), The Short Chronicle : A Poor Clare's Account of the Reformation of Geneva, University of Chicago Press, 2007, 208 p. (ISBN 978-0-226-41706-6 et 0-226-41706-9, lire en ligne)
- (de) Jeanne de Jussie, Helmut Feld (trad. Helmut Feld), Kleine Chronik. Bericht einer Nonne über die Anfänge der Reformation in Genf, Mayence, P. von Zabern, 1996, XIV+203
- (it) Giovanna di Jussie, Marcellino da Civezza (trad. Marcellino da Civezza), Istoria memorabile del principio dell' eresia di Genevra, Prato, R. Guasti, 1882, 208 p.

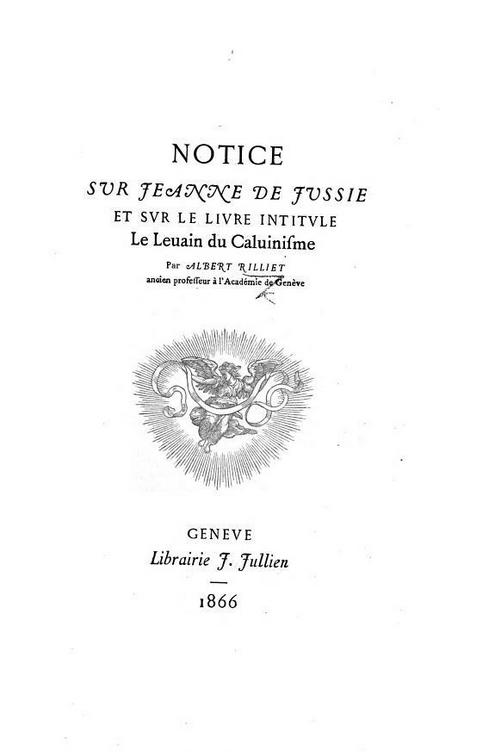
Notice sur Jeanne de Jussie, Genève, 1866.